# Poșta Veche (okręg Mehedinți)
Poșta Veche – wieś w Rumunii, w okręgu Mehedinți, w gminie Stângăceau. W 2011 roku liczyła 67 mieszkańców.